# ميان محمد منشاء
ميان محمد منشاء (بالإنجليزية: Mian Muhammad Mansha)‏‏ (1 ديسمبر 1947 في جنيوت - ) شخصية أعمال من باكستان.